# Camillo Marcolini
Pour les articles homonymes, voir Marcolini.

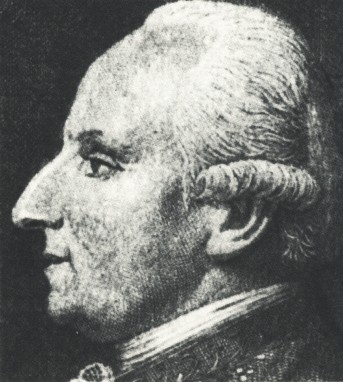
Portrait du comte Marcolini

Le comte Camillo Marcolini-Ferreti (né le 2 avril 1739 à Fano, dans l'actuelle province de Pesaro et Urbino et mort le 10 juillet 1814 à Prague) était ministre et directeur de l'académie des beaux-arts de l'Électeur, puis roi de Saxe Frédéric-Auguste III.

## Biographie
Le jeune Camillo Marcolini est envoyé comme page à la cour de Dresde par son père qui connaissait personnellement l'Électeur Frédéric-Christian.
Marcolini gagne la confiance du futur Frédéric-Auguste III. Il est nommé chambellan en 1767, puis maître de la cour, en 1772 conseiller secret et en 1778 grand-chambellan. Il est élevé au rang de grand-écuyer en 1799.
Il devient en 1809 ministre du cabinet de Frédéric-Auguste, devenu roi de Saxe. Il accompagne le roi dans sa fuite après la bataille des Nations de 1813, où la Saxe, alliée de Napoléon, est battue. Il meurt en exil à Prague en 1814.
En plus de sa carrière politique, le comte Marcolini est nommé en 1778 directeur des arts et de l'académie des beaux-arts de Dresde, ainsi que directeur de la fabrique de la porcelaine de Meissen. C'est sous sa direction entre 1775 et 1814 qu'est adoptée la marque de fabrique de la porcelaine de Meissen, les deux épées bleues croisées avec une étoile, dite marque Marcolini.
Marcolini s'investit aussi dans l'agriculture et dans l'aménagement de parcs et de châteaux. Il fait ainsi dessiner la faisanderie du château de Moritzburg et construire à côté le pavillon Marcolini. Il achète en 1774 au comte von Brühl le palais Brühl à Friedrichstadt, près de Dresde, qu'il fait réaménager en style néoclassique par Johann Daniel Schade, tandis que Christian Traugott Weinlig est l'auteur des fresques. Napoléon y a établi son quartier à son retour de la défaite de Leipzig. Il y a eu un entretien avec Metternich dans le salon chinois, le 28 juin 1813, pour tenter de s'assurer du soutien autrichien qui souhaitait profiter d'importantes concessions.
Le comte Marcolini fait bâtir en 1790 pour sa femme un petit château de chasse en style néogothique, le Waldschlösschen près de Dresde, entouré d'un parc à l'anglaise. Il est aussi propriétaire du château d'Oberlichtenau et de ses terres qu'il achète au baron von Renard.
Il fonde le parc zoologique et le haras d'Annaburg en 1792.

## Famille

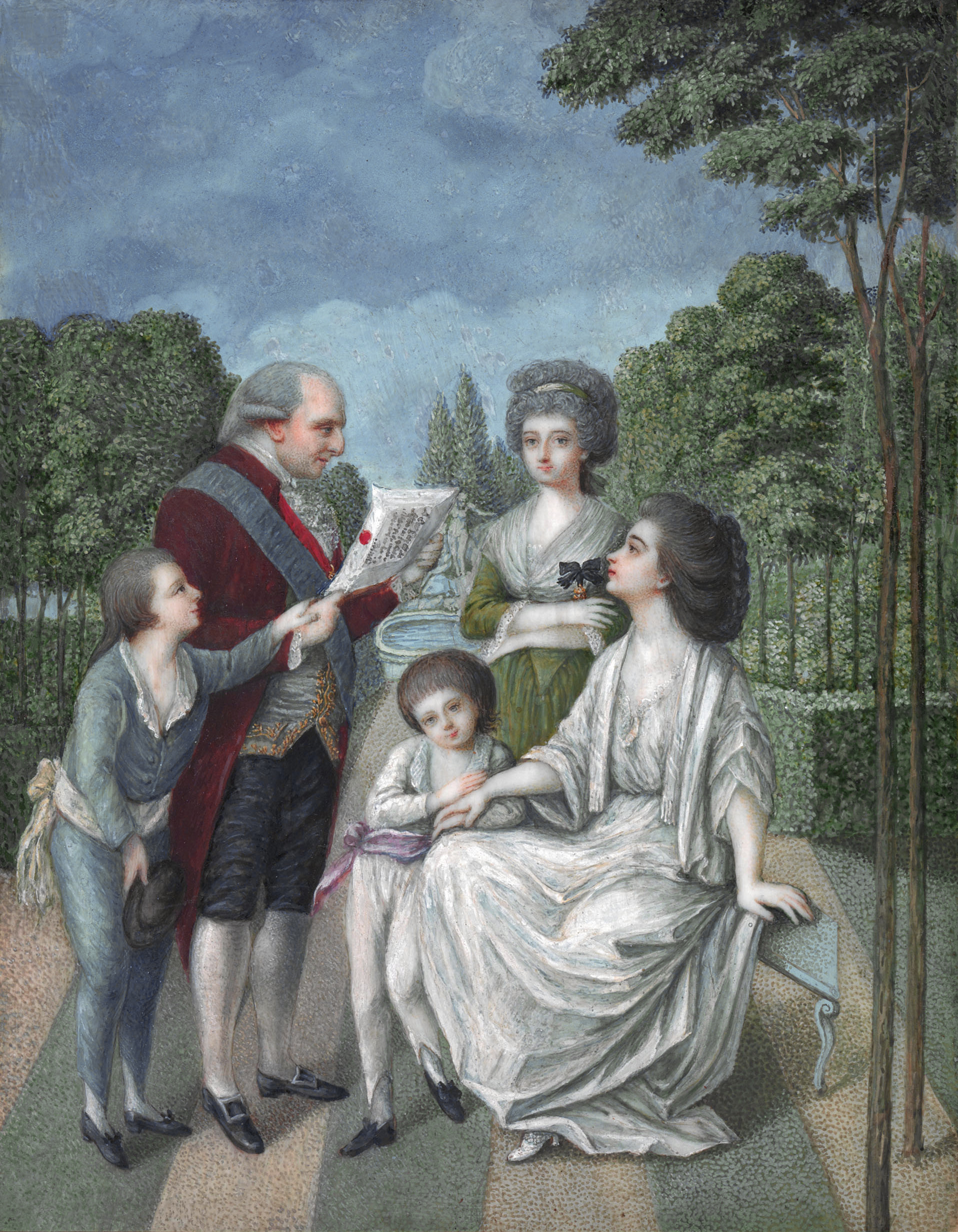
Camillo Marcolini et famille (circa 1785)

Le comte Marcolini épouse le 4 mai 1778 la baronne Anne O'Kelly, descendante du roi Jacques Stuart.

## Source
- (de) Cet article est partiellement ou en totalité issu de l’article de Wikipédia en allemand intitulé « Camillo Marcolini » (voir la liste des auteurs).